# 吾守尔·斯拉木

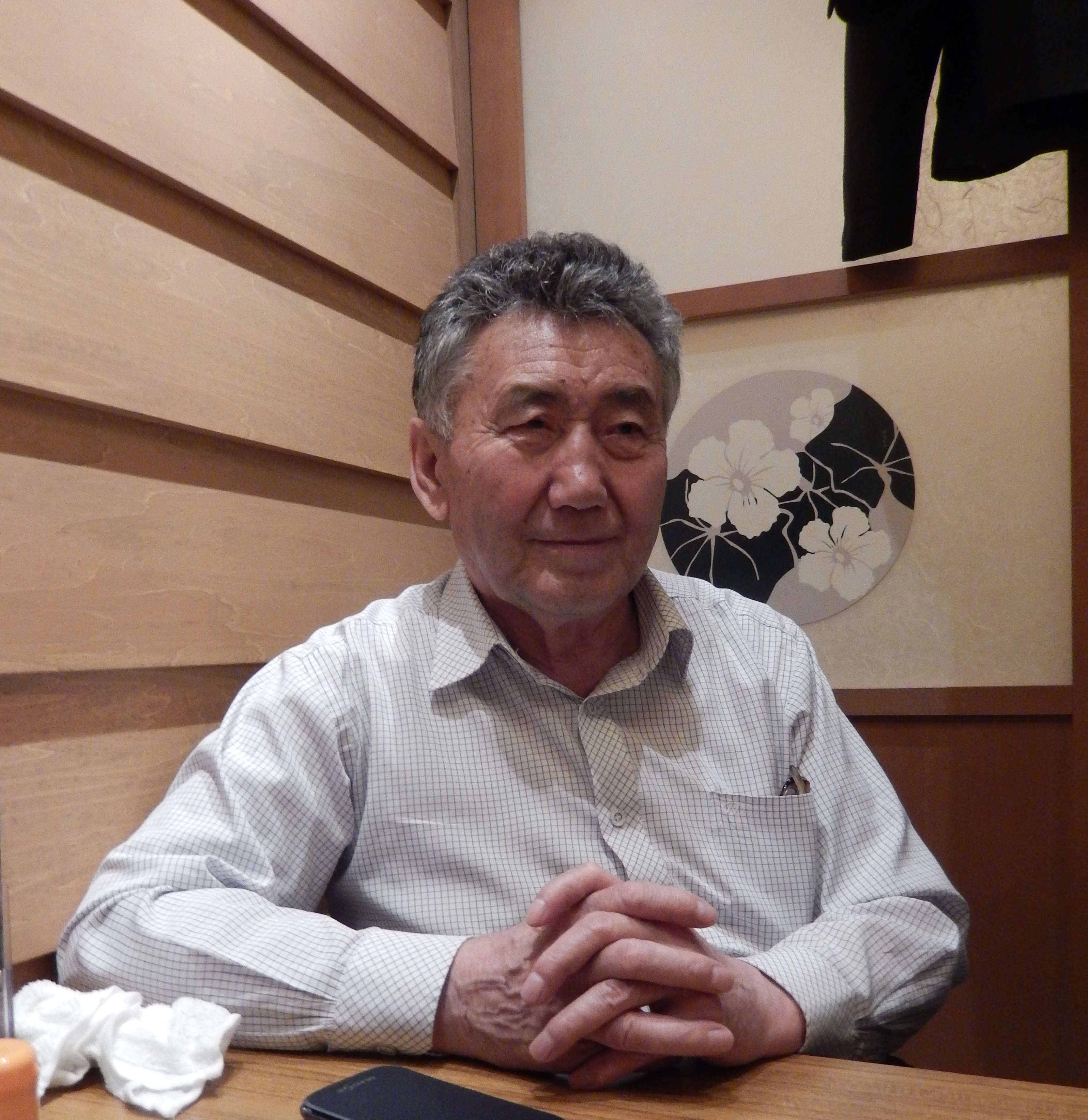
吾守尔·斯拉木2015年在日本松江市开会

吾守尔·斯拉木（1942年8月—），男，维吾尔族，新疆伊犁人，中国多语言信息处理与网络技术开发应用专家，中国工程院院士，中国第一个维吾尔族院士。

## 生平
1990年年代先后到加拿大艾伯塔大学、美国怀特州立大学学习研究语音信号处理与识别。

## 学术贡献
斯拉木主要以开发多款新疆少数民族语文办公自动化和电子印刷系统而知名。曾开发DOS、Windows下的民族语文处理软件、维吾尔语语音识别与合成系统、多文种数据库自动生成系统、多文种信息传呼系统等。发表论文70余篇、编、译论著10本。

## 奖项和荣誉
曾获国家级有突出贡献的中青年专家、自治区优秀专家、全国侨界十佳、全国先进工作者、高技术八五计划突出贡献二等奖、何梁何利基金奖等荣誉，主持多项国家重点项目，其中1项获国家科技进步三等奖，2项获自治区科技进步二等奖，1项获全国发明奖银杯奖、1项获自治区科技进步特等奖。